# Gradis (Familie)
Die Familie Gradis ist eine  französische sephardisch-jüdische Familie portugiesischer und spanischer Herkunft, die sich vermutlich um 1595 in Toulouse, später in Bordeaux als Marranen niedergelassen hat.
Die Familie Gradis betrieb ab 1685 in Bordeaux unter Diego Gradis (1625–1704) eine große Reederei und war stark im Zucker- und Indigohandel mit der Karibik involviert. Aus dem Maison Gradis wurde 1696 unter David Gradis († 1751) die Société française pour le commerce avec l'Outre-mer (SFCO). Sie war auch stark am Sklavenhandel zwischen Afrika und der Karibik beteiligt. Trotz des antijüdischen Niederlassungsverbots in Frankreich wurde David Gradis 1731 Bürger von Bordeaux.
Die Familie Gradis gehört bis heute zu den reichsten Familien Frankreichs. Ein Teil der Familie lebt inzwischen in der Schweiz.

## Einzelbelege
1. ↑  GRADIS - JewishEncyclopedia.com. Abgerufen am 29. Juni 2025.
2. ↑  David Gradis - Mémoire de l'esclavage et de la traite négrière - Bordeaux. Abgerufen am 29. Juni 2025 (französisch).
3. ↑  Diego Gradis. In: Les Hénokiens. Association internationale d'entreprises familiales au moins bicentenaires, abgerufen am 29. Juni 2025 (französisch).